# 陶天白
陶天白（1916年12月—2007年12月27日）安徽省长丰县人，中华民国及中华人民共和国新疆政治人物、作家、诗人。

## 生平
毕业于山东乡村建设研究院、重庆中央训练团俄文班。历任安徽凤阳游击司令部宣传队长、中国红十字会会刊编辑、军政部贵阳卫生人员训练所编译官、张治中私人秘书。后随张治中到新疆并定居，曾任《新疆日报》主笔等职务。
1949年9月25日之后，历任中共中央新疆分局研究员、八一农学院预科部主任。1959年初被打成“右派”（新疆开展反右运动比中国其他地方要晚），从石河子下放到距离奎屯100余公里的托托（时属新疆生产建设兵团农七师高泉农场）劳动改造。1970年代末，获得平反后，到伊犁哈萨克自治州奎屯的伊犁教育学院（2003年11月整体并入伊犁师范学院，成为伊犁师范学院奎屯校区）任教。还兼任新疆生产建设兵团教育学院教师。1993年4月离休。他是新疆维吾尔自治区政协第五、六、七届委员，奎屯市政协第一、二、三届副主席。1989年，获得中国“老有所为”精英奖。1991年，访问日本、加拿大、美国、墨西哥，在香港报刊上发表数十首《番邦杂咏》。
2007年12月27日，陶天白在伊犁哈萨克自治州奎屯医院病逝，享年92岁。

## 著作
- 《新疆史话》
- 《新疆概况》
- 《古代诗词选》
- 《西域词纪注》
- 《萍光片羽》
- 《画草旁行》
- 《沙原寸草》
- 《方舆考义录》
- 《张治中传》[1]